# Morad Ali Szirani
Morad Ali Szirani (pers. مورادعلى شیرانی; ur. 21 marca 1955 w Isfahanie) – irański zapaśnik w stylu klasycznym. Olimpijczyk z Montrealu 1976, gdzie zajął szóste miejsce w wadze 52 kg.
Zdobył brązowy medal na mistrzostwach świata w 1977, piąty w 1973 roku.